# خانگسک
خانگسک (به لهستانی:  Hańsk) یک روستا در لهستان است که در گمینا خانگسک واقع شده‌است.